# Лашом, Эме
Эме Шарль Лашом (фр. Aimé-Charles Lachaume; 13 декабря 1871, Париж — 1944, Париж) — франко-американский пианист и композитор.
Окончил Парижскую консерваторию (1889), ученик Жоржа Матиа и Шарля Вильфрида де Берио. В том же году дебютировал с Оркестром Колонна.
С 1893 г. на протяжении не менее чем двух десятилетий жил и работал в США. Дебютировал как пианист в нью-йоркской постановке балета Андре Вормзера «Блудный сын». В 1894 году принял участие в большом американском гастрольном туре группы известных исполнителей, в которую вошли Эжен Изаи, Анри Марто, Жан Жерарди и Макс Бендикс; в 1897 году сопровождал в гастрольной поездке Акилле Риварде. В 1894 году Лашом дебютировал в Нью-Йорке как балетный композитор. В 1896 году он возглавил музыкальную школу в городе Ютика. В 1898 г. записал на фонограф ряд пьес Бетховена, Шопена, Годара, Листа и Дебюсси. В 1899 г. с музыкой Лашома состоялась нью-йоркская постановка «Затонувшего колокола» Герхарта Гауптмана. В первое десятилетие XX века Лашом написал музыку для нескольких оперетт и театральных постановок на разных нью-йоркских сценах, а также разнообразные танцевальные пьесы; наибольшей известностью пользовались оперетта «Мадмуазель Улыбка» (фр. Mam'zelle Sourire; 1906) и комическая опера «Мадам Мальбрук» (фр. Madame Malbrough; 1909, либретто Люсьена Метиве).